# 环加拿大航空831号班机空难
环加拿大航空831号班机空难发生于1963年11月29日，失事飞机是一架注册编号为CF-TJN的道格拉斯DC-8-54CF四发动机喷气式客机，事发时正在执行从蒙特利尔多佛尔机场至多伦多国际机场的加拿大航空831号航班。

## 经过
空难发生于1963年11月29日。当地时间下午6:28，飞机在恶劣天气中从06跑道起飞。飞机爬升到3,000英尺（910）时，飞行员向地面请求左转并得到允许，但是紧随其后，飞机开始偏离预定航线并急剧下降。大约6:33，飞机以470至485节（870至900千米每小时）的速度在机场以北20英里（32）的圣泰雷斯附近撞上地面，机上111名乘客和7名机组人员全部遇难。撞击地点位于一片泥泞的田野中，距魁北克15号高速公路仅约100米，最近的小镇上有约12,000居民。这架飞机在地上形成了深约6英尺（1.8）、直径约150英尺（46）的大坑，并迅速填满雨水。残骸附近的泥泞环境和飞机上的燃油引发的大火使得救援进展缓慢。飞机的主体在撞击地点断为两截，另有部件散落于相当宽广的区域内。

## 调查
正式的调查报告发布于1965年6月，但没有得出确切结论。根据调查报告，目击者描述看到飞机撞地前没有起火，灯光正常，也没有迹象显示有任何部件在空中脱落。对飞机残骸的检查发现坠毁前升降舵被调节为俯冲状态，俯仰配平补偿器也被打开。报告认为空难最可能的原因是飞机的俯仰配平系统出现故障。当俯仰配平补偿器意外打开时，操纵杆会作出相反的反应，而飞行员可能为了平衡这一反应而在失去目视参考的情况下进入俯冲。这起空难三个月后发生的东方航空304号班机空难中，另一架DC-8飞机也出现了类似的故障并坠毁。报告也没有排除其他可能的原因，例如皮托管结冰或者垂直陀螺仪失效，造成飞行员被仪表误导而主动操纵飞机进入俯冲姿态。

## 影响
环加拿大航空官方消息称，遇难者的遗体在撞击中严重受损，几乎没有希望识别出来。在遇难的118人中，76人来自大多伦多市，2人来自美国，1人来自印度。驾驶飞机的机组包括一名参加过第二次世界大战的轰炸机飞行员，还有一名副机师和一名二副机师。空难发生当天蒙特利尔主要高速公路上的交通堵塞造成12名乘客没有赶上这班飞机，从而幸免于难；但交通堵塞同时也拖延了救援车辆抵达撞击地点的时间。
环加拿大航空即今日的加拿大航空前身。目前这一航班号被用于加拿大航空日内瓦国际机场经蒙特利尔特鲁多机场（即空难发生的多佛尔机场）至多伦多皮尔逊国际机场的定期航班，由波音767-300执飞。